# Admete (gastéropodes)
Genre
Synonymes
- Anapepta Finlay, 1930[1]
- Solutosveltia Habe, 1961[1]

Admete est un genre d'escargots de mer de taille moyenne, des mollusques gastéropodes de la famille des Cancellariidae. Il a été nommé d'après l'Océanide Admète.

## Espèces
Selon le Registre mondial des espèces marines (WoRMS), les espèces suivantes font partie du genre Admete:
- Admete bruuni Knudsen, 1964
- Admete californica (Dall, 1908) - Admète de Californie
- Admete choshiensis Shikama, 1962
- Admete clivicola Høisæter, 2011
- Admete contabulata Friele, 1879
- Admete enderbyensis Powell, 1958
- Admete frigida Rochebrune & Mabille, 1885
- Admete globularis E.A. Smith, 1875: synonyme de Microglyphis globularis (E. A. Smith, 1875) (combinaison originale)
- Admete gracilior (Carpenter, 1869) - admète grecieuse
- Admete haini Numanami, 1996
- Admete hukuiensis Nomura, 1940
- Admete magellanica (Strebel, 1905)
- Admete microsoma (Dall, 1908)
- Admete ovata E.A. Smith, 1875
- Admete philippii Ihering, 1907
- Admete sadko Gorbunov, 1946
- Admete schythei (Philippi, 1855)
- Admete solida (Aurivillius, 1885)
- Admete specularis (Watson, 1882)
- Admete tabulata Sowerby III, 1875
- Admete tenuissima Okutani & Fujikura, 2002
- Admete verenae Harasewych & Petit, 2011
- Admete viridula (Fabricius, 1780) - admète nordique)
- Admete watanabei Shikama, 1962

Noms devenus des synonymes :
- Admete aethiopica Thiele, 1925: synonyme de Cancellicula aethiopica (Thiele, 1925)
- Admete ambigua Hutton, 1885: synonyme de Leucotina casta (A. Adams, 1853)
- Admete antarctica (Strebel, 1908): synonyme de Nothoadmete antarctica (Strebel, 1908)
- Admete arctica (Middendorff, 1849): synonyme de Neoiphinoe arctica (Middendorff, 1849)
- Admete azorica Bouchet & Warén, 1985: synonyme de Brocchinia azorica (Bouchet & Warén, 1985)
- Admete borealis A. Adams, 1855: synonyme de Admete viridula (Fabricius, 1780)
- Admete cancellata Kobelt, 1887: synonyme de Neadmete cancellata (Kobelt, 1887)
- Admete circumcincta (Dall, 1873): synonyme de Neadmete circumcincta (Dall, 1873)
- Admete consobrina Powell, 1951: synonyme de Nothoadmete consobrina (Powell, 1951)
- Admete cornidei Altimira, 1978: synonyme de Bonellitia cornidei (Altimira, 1978)
- Admete couthouyi (Jay, 1839) - admète nordique : synonyme deAdmete viridula (Fabricius, 1780)
- Admete crispa Møller, 1842: synonyme de Admete viridula (Fabricius, 1780)
- Admete decapensis Barnard, 1960: synonyme de Brocchinia decapensis (Barnard, 1960)
- Admete delicatula E.A. Smith, 1907: synonyme de Nothoadmete delicatula (E.A. Smith, 1907)
- Admete distincta Leche, 1878: synonyme de Admete viridula (Fabricius, 1780)
- Admete finlayi (Powell, 1940): synonyme de Zeadmete finlayi Powell, 1940
- Admete grandis Mørch, 1869: synonyme de Admete viridula (Fabricius, 1780)
- Admete harpovoluta Powell, 1957: synonyme de Nothoadmete harpovoluta (Powell, 1957) (combinaison originale)
- Admete laevior Leche, 1878: synonyme de Admete viridula (Fabricius, 1780)
- Admete limnaeaeformis E.A. Smith, 1879: synonyme de Toledonia limnaeaeformis (E.A. Smith, 1879)
- Admete microscopica Dall, 1889: synonyme de Microcancilla microscopica (Dall, 1889)
- Admete middendorffiana Dall, 1885 acceptée comme Admete viridula (Fabricius, 1780)
- Admete modesta (Carpenter, 1864): synonyme de Neadmete modesta (Carpenter, 1864)
- Admete nodosa Verrill and Smith, 1885: synonyme de Brocchinia nodosa (Verrill & S. Smith, 1885)
- Admete philippii Carcelles, 1950 acceptée comme Admete philippii Ihering, 1907
- Admete producta Sars, 1878: synonyme de Admete viridula (Fabricius, 1780)
- Admete regina Dall, 1911 - admète noble: synonyme de Admete solida (Aurivillius, 1885)
- Admete rhyssa Dall, 1919: synonyme de Admete gracilior (Carpenter in Gabb, 1869)
- Admete seftoni Berry, 1956: synonyme de Admete gracilior (Carpenter in Gabb, 1869)
- Admete stricta Hedley, 1907: synonyme de Pepta stricta (Hedley, 1907)
- Admete unalashkensis (Dall, 1873): synonyme de Neadmete unalashkensis (Dall, 1873)
- Admete undata Leche, 1878: synonyme de Admete viridula (Fabricius, 1780)
- Admete undatocostata Verkrüzen, 1875: synonyme de Admete viridula (Fabricius, 1780)
- Admete woodworthi Dall, 1905: synonyme de Admete gracilior (Carpenter in Gabb, 1869)